# Michael Stürmer
Michael Stürmer (Kassel, 29 de setembro de 1938) é um historiador alemão, sendo desde 1973 professor de história da Idade Média e Idade Moderna (Mittlere und Neuere Geschichte) na Universidade de Erlangen-Nuremberga.
Estudou História, Filosofia e Línguas na London School of Economics e ciencias políticas na Universidade Livre de Berlim e na Universidade de Marburg.
Stürmer foi conselheiro político do chanceler Helmut Kohl nos anos 1980. Na segunda metade dos anos 1980 ele foi um dos participantes da famosa polémica dos historiadores alemães (Der Historikerstreit). Desde Setembro de 1989, é director de redação do jornal alemão "Die Welt".